# أليس زالومون
أليس زالومون (بالألمانية: Alice Salomon) (و. 1872 – 1948 م) هي أستاذة جامعية، وكاتِبة من ألمانيا، والولايات المتحدة، ولدت في برلين، توفيت في نيويورك، عن عمر يناهز 76 عاماً. كان دورها مهمًا جدًا في الإصلاح الاجتماعي الألماني إذ أصدر البريد الألماني عام 1989 طابعًا بريديًا عليه صورتها تخليدًا لذكراها. سُميت جامعة وحديقة وساحة في برلين باسمها.

## الحياة والمسيرة المهنية

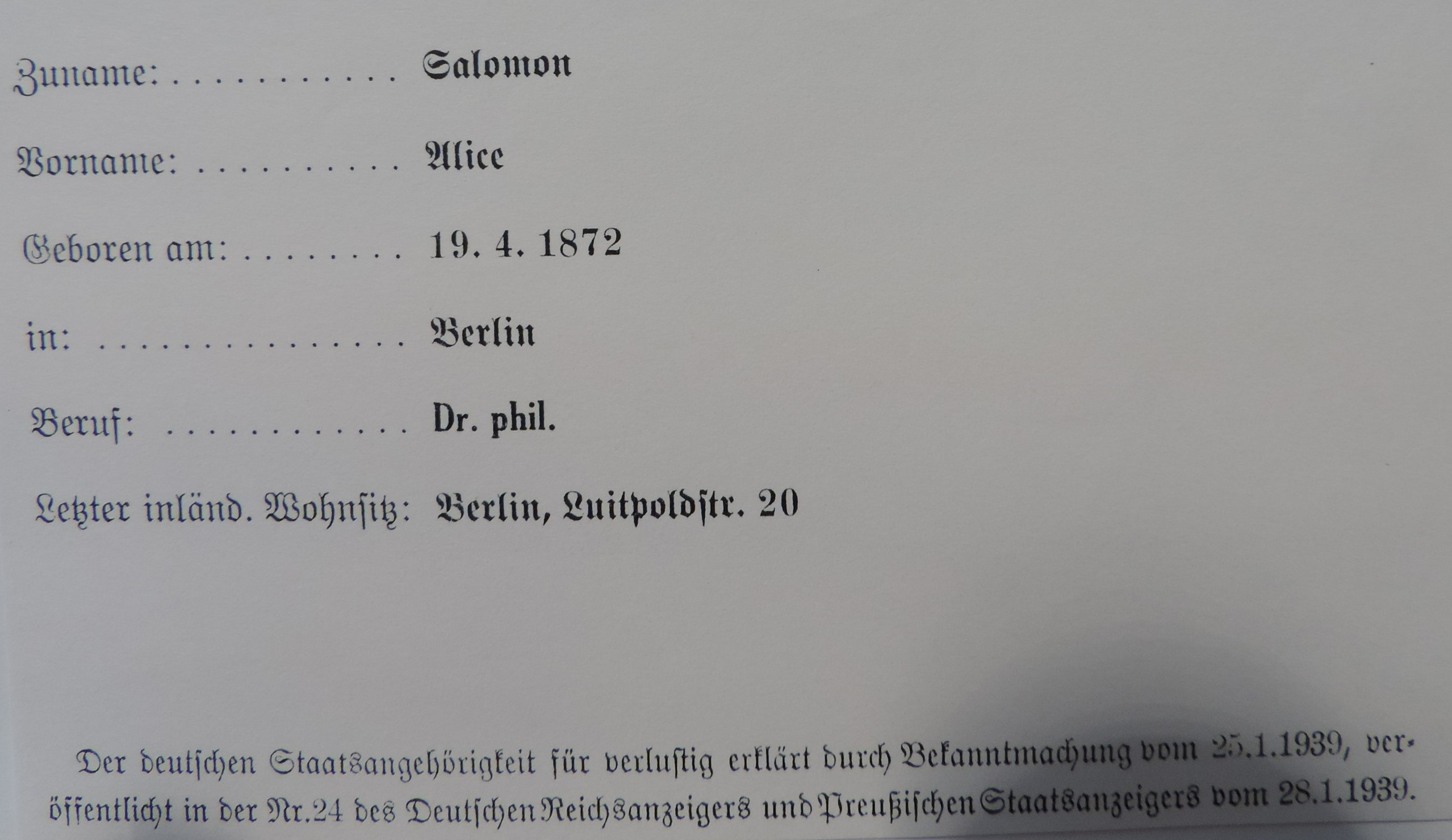
وثيقة أليس سالومون التي تثبت حرمانها من الجنسية الألمانية، محفوظة في أرشيف إيدا سيلي

كانت سالومون الثالثة بين ثمانية أطفال والابنة الثانية لألبرت وآنا سالومون. رُفض إكمالها للتعليم كحال العديد من المتحدرات من عوائل ثرية في تلك الفترة بصرف النظر عن طموحها أن تصبح معلمة. انتهى ذلك عام 1893 عندما بلغت الحادية والعشرين وسجلت ذلك في سيرتها الذاتية إذ قالت إن حياتها بدأت في ذلك التاريخ.
انضمت عام 1900 إلى الاتحاد المنظمات النسائية الألمانية. انتُخبت في الوقت المناسب نائبة لرئيس الاتحاد وبقيت في هذا المنصب حتى عام 1920 (كانت رئيسة المجلس جيرترود باومر). دعمت المنظمة الأمهات العازبات والفقيرات والمهمشات وسعت إلى منع أطفالهن من التسيب.
درست الاقتصاد من عام 1902 حتى عام 1906 في جامعة فريدريش فيلهلم في برلين بالرغم من أنها لم تملك أي مؤهلات مماثلة. كانت منشوراتها مهمة لدخول الجامعة، نالت الدكتوراه عام 1908 عن أطروحتها التي أتت بعنوان «أسباب تفاوت المدفوعات بين الرجال والنساء»، وفي نفس العام أسست مدرسة النساء الاجتماعية في برلين والتي غُير اسمها لاحقًا إلى مدرسة أليس سالومون والتي تُعرف الآن باسم كلية أليس سالومون للتعليم المتقدم والعمل الاجتماعي والعلوم الاجتماعية في برلين.
أصبحت عام 1909 أمينة المجلس النسائي العالمي. تحولت من اليهودية إلى المسيحية اللوثرية عام 1914 وفي عام 1917 عُينت رئيسةً للمؤتمر الألماني لمدارس النساء الاجتماعية والتي أسسته بنفسها وبحلول عام 1919 كانت ستة عشر مدرة تتبع للمؤتمر.
استقالت عام 1920 من منصبها في في اتحاد المنظمات النسائية الألماني خوفًا من الدعاية المضادة للسامية وبعد خمس سنوات أسست الأكاديمية الألمانية للعمل النسائي الاجتماعي والتعليمي، والتي أدارتها هيلدي ليون. كان من بين المتحدثين في هذه المؤسسة ألبرت آينشتاين وكارل جوستاف يونغ وهيلين فيبر ومن يماثلهم.
أصدرت المؤسسة بحلول نهاية العشرينيات والثلاثينيات من القرن الماضي ثلاثة عشرة دراسة حول الظروف الاجتماعية والاقتصادية التي تواجه فقراء ألمانيا. نالت دكتوراه فخرية بعيد ميلادها الستين من جامعة برلين ووسام الدولة الفضي من وزارة خارجية بروسيا.

## معاملة النازيين لها
عندما وصل الحزب النازي للسلطة عام 1933 سلبها كل مناصبها وبعد ست سنوات، وعندما بلغت الخامسة والستين، تعرضت للاستجواب من قبل الجوستابو. تحرّى النازيون عن أصولها اليهودية وأفكارها المسيحية الإنسانوية ودعوتها للسلام وسمعتها الدولية. طُردت من ألمانيا حيث كانت تُدير لجنة لإغاثة المهاجرين اليهود.
ذهبت إلى نيويورك بعد أن جُردت من جنسيتها الألمانية ودرجات الدكتوراه التي حصلت عليها، وفي عام 1944 أصبحت مواطنة أمريكية. أصبحت بعد سنة الرئيسة الفخرية للاتحاد النسائي الدولي ورئيس جمعية مدارس العمل الاجتماعي.
توفيت في نيويورك.

## تكريمها
في التاسع عشر من أبريل عام 2018 أحيا جوجل دودل ذكرى عيد ميلادها المئة وستة وأربعون.

## منشورات مختارة
- الشخص هو القدر: سيرة أليس سالومان الذاتية تحرير أندرو ليس وآن أربور منشورات جامعة ميشيغان 2004.
- النسخة الألمانية من سيرة أليس الذاتية تحرير روديجر بارون ورولف لاندوير.
- ذكريات النساء اليهوديات الألمانيات.

## التعليم
تعلمت في جامعة هومبولت في برلين.

## روابط خارجية
- أليس زالومون على موقع الموسوعة البريطانية (الإنجليزية)
- أليس زالومون على موقع مونزينجر (الألمانية)